# Trogium pulsatorius
Trogium pulsatorius là một loài côn trùng trong họ Trogiidae thuộc bộ Psocoptera. Loài này được Linnaeus miêu tả năm 1758.